# 中国科学技术出版社
中国科学技术出版社，是一所中华人民共和国出版社，位于中国北京海淀区白石桥路32号。

## 概述
中国科学技术出版社成立于1980年，是科学普及出版社副牌，出书范围包括自然科学、工程技术及相关学科的专业类书刊。旗下有科普中国网。